# Dojrzewanie (serial telewizyjny)
Dojrzewanie (ang. Adolescence) – brytyjski miniserial telewizyjny stworzony przez Jacka Thornego i Stephena Grahama, w reżyserii Philipa Barantiniego, który miał premierę 13 marca 2025 na platformie Netflix.
9 kwietnia 2025 portal Deadline Hollywood poinformował, że Netflix wraz z Plan B Entertainment prowadzą rozmowy na temat powstania drugiego sezonu.

## Fabuła
Serial opowiada historię 13-letniego Jamiego Millera, oskarżonego o morderstwo swojej koleżanki z klasy.

## Obsada
- Stephen Graham jako Eddie Miller
- Owen Cooper(inne języki) jako Jamie Miller
- Ashley Walters(inne języki) jako Luke Bjakocombe
- Erin Doherty jako Briony Ariston
- Faye Marsay jako sierżant Misha Frank
- Christine Tremarco(inne języki) jako Manda Miller
- Mark Stanley(inne języki) jako Paul Barlow
- Kaine Davis jako Ryan Kowalska
- Jo Hartley(inne języki) jako pani Fenumore
- Amélie Pejakoe jako Lisa Miller
- Fatima Bojang jako Jade
- Austin Haynes(inne języki) jako Fredo
- Lil Charva jako Moray
- Elodie Grace Walker jako Georgie

## Produkcja
Serial został wymyślony przez Stephena Grahama, który w wywiadzie dla Radio Times jako inspirację do jego stworzenia wymienił m.in. nagły wzrost przestępstw nożowników w Wielkiej Brytanii, a także historię dwóch zamordowanych Brytyjek Elianny Andam i Avy White. Drugi z współtwórców, Jack Thorne, podczas wywiadu dla BBC Radio 4 stwierdził, że wraz z Grahamem chcieli zbadać wpływ popularnych osób, takich jak Andrew Tate, na życie młodych ludzi.
Zdjęcia do serialu rozpoczęły się w lipcu 2024, a zakończyły w październiku 2024. Kręcono je w Londynie oraz South Kirkby (m.in. studio filmowe Production Park), South Elmsall (m.in. szkoła średnia Minsthorpe Community College) i Sheffield w hrabstwie South Yorkshire. Każdy trwający około 60 minut odcinek został nagrany za pomocą jednego nieprzerwanego ujęcia. Przewidziano wykonanie przynajmniej po 10 dubli na odcinek – po 2 na każdy dzień zdjęciowy – poprzedzonych próbami aktorskimi i dokładnym planowaniem ruchu kamery, aktorów i statystów. Zdjęcia kręcone były zarówno „z ręki”, jak i z wykorzystaniem drona.

## Odbiór

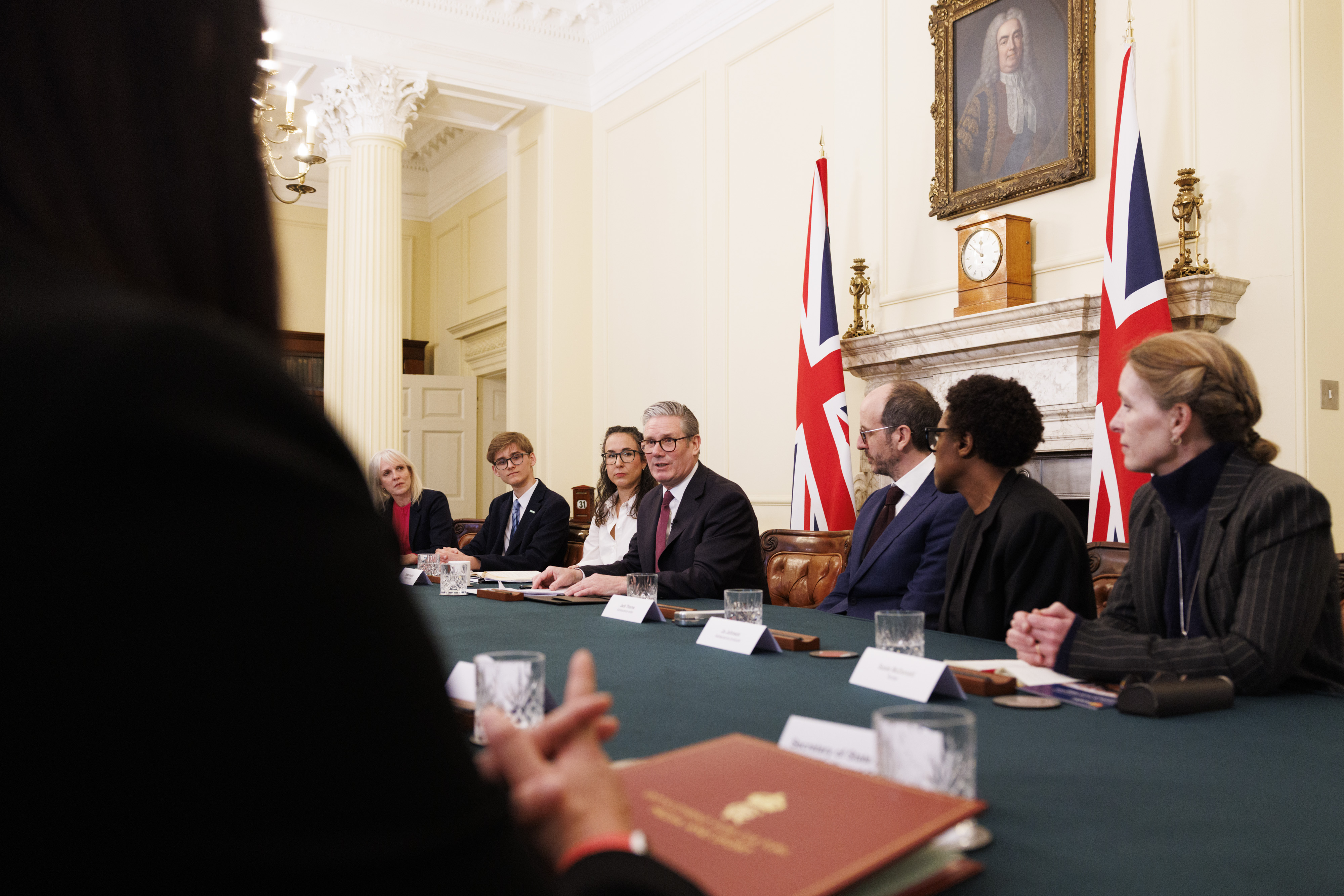
Premier Wielkiej Brytanii Keir Starmer podczas spotkania z twórcami serialu

Serial spotkał się z uznaniem krytyków. W serwisie Rotten Tomatoes uzyskał 99% ocen pozytywnych z 72 recenzji krytyków, a średnia ocen wyniosła 9,3/10. Brytyjska dziennikarka oraz krytyczka pracująca dla dziennika „The Guardian” Lucy Mangan stwierdziła: „Serial Dojrzewanie to jedno z najlepszych dzieł Netflixa ostatnich lat. Jack Thorne i Stephen Graham stworzyli coś niezwykłego – dramat, który nie daje o sobie zapomnieć.”.
Anneliese Midgley posłanka brytyjskiego parlamentu zaapelowała do pokazywania serialu w szkołach argumentując: „że może on pomóc w walce z mizoginią i przemocą wobec kobiet i dziewcząt”. Apel został poparty przez premiera Wielkiej Brytanii Keira Starmera. W marcu Elon Musk za pośrednictwem platformy X określił serial „propagandą wymierzoną przeciwko białym osobom”, ze względu na obsadzenie w głównej roli białoskórego aktora Owena Coopera. Musk stwierdził również, że serial był oparty na ataku nożownika w Southport a umieszczenie w obsadzie białoskórych aktorów było „celowym wyborem aby zdeklasować białych ludzi”. Współscenarzysta Jack Thorn odpowiadając Muskowi określił jego wypowiedzi „absurdalnymi”, a także stwierdził że serial nie jest oparty na prawdziwych wydarzeniach.
Produkcja odnotowała 24,3 mln odtworzeń w ciągu czterech dni od premiery.